# Космогенний метаморфізм
Космогенний метаморфізм — різновид метаморфізму, обумовлений різким короткочасним зростанням температури і тиску під впливом на породи ударних хвиль, що породжуються падіннями великих метеоритів. Він призводить до утворення імпактитів, в яких зустрічаються мінерали високого тиску (стишовіт, коесит, дрібні алмази і ін.) спільно з продуктами плавлення, деформації та дроблення мінералів первинних порід.